# Cristo de São João da Cruz
Cristo de São João da Cruz é uma pintura do espanhol Salvador Dalí executada em 1951. É um óleo sobre tela com as dimensões de 205 x 116 cm. Encontra-se exposta no Museu e Galeria de Arte de Kelvingrove em Glasgow.
A pintura representa Jesus Cristo na cruz flutuando num céu escuro sobre um lago com um barco e pescadores, que alguns críticos apontam como sendo uma reprodução de Porto Ligat (Cadaqués, Espanha), onde o pintor tinha a sua casa. Embora seja uma representação da crucificação, é desprovido de pregos, sangue e da coroa de espinhos, porque, de acordo com Dalí, segundo um sonho que teve, essas características não fariam a sua ideia de Cristo. A importância de representar Cristo num ângulo extremo também lhe foi revelada num sonho.

## Características
A pintura é conhecida como o "Cristo de São João da Cruz," porque o seu projecto é baseado num desenho do século XVI do frade espanhol São João da Cruz. A composição de Cristo é também baseada num triângulo e num círculo (o triângulo é formado por braços de Cristo, o círculo é formado pela cabeça de Cristo). O triângulo, uma vez que tem três lados, pode ser visto como uma referência à Trindade, e o círculo pode ser visto como uma alusão ao pensamento platónico. Dali retrata Cristo crucificado, omitindo o seu rosto obrigando o espectador a imaginá-lo. Foi pintado de uma perspectiva pouco comum, como se o artista fosse o próprio Deus olhando para o seu filho a sofrer. O pintor é, igualmente, influenciado pelos ambientes de Hollywood que estava a frequentar, recorrendo até a um dublê dos estúdios como modelo. A criação do quadro levou cinco meses, concluindo-se em 1951.
Na base dos seus estudos para a pintura, Dalí explica a sua inspiração:
"Em primeiro lugar, em 1950, tive um "sonho cósmico" no qual eu vi essa imagem em cores e que no meu sonho representava o núcleo do átomo. Este núcleo mais tarde assumiu um sentido metafísico; Eu considerava 'a própria unidade do universo', o Cristo."

## História
Os direitos de propriedade da pintura foram adquiridos pela Corporação de Glasgow no início de 1950 por £8.200, um preço considerado alto na época, e passou a ser exibido no Museu e Galeria de Arte de Kelvingrove na cidade. Em 1961, a tela foi danificada por um visitante do museu (usando um tijolo), porque ele se opunha ao ponto de vista do artista, Cristo devia estar a olhar para cima em vez do contrario. Desde então, foi restaurado com sucesso. Em 1993, a pintura foi deslocada para o Museu da Vida Religiosa e Arte de S. Mungo, mas voltou ao Kelvingrove quando de sua reabertura, em julho de 2006. O quadro venceu uma votação, para decidir qual a pintura favorita da Escócia em 2006, com 29% dos votos.
Diz-se que o governo espanhol ofereceu £80 milhões para comprar a pintura, mas a oferta foi recusada.